# Пуголовка казахська
Пу́головка каза́хська (Benthophilus casachicus) — вид риб з родини бичкових (Gobiidae). Зустрічається вздовж східних берегів Каспійського моря від мису Піщаний на південь до острова Огурчинського, також біля Астрахані. Мешкає на глибинах 15–75 м при солоності 13 ‰.